# Wind It Up
Wind It Up ist ein von Liam Howlett geschriebener Song der englischen Big-Beat-Band The Prodigy. Er wurde zunächst 1992 auf dem Album Experience veröffentlicht. Zusätzlich zur dort enthaltenen Originalversion von Wind It Up erschien als fünfte offizielle Singleveröffentlichung der Band am 29. März 1993 die Remix-Version Wind It Up (Rewound). Im Vereinigten Königreich erreichte die Single Platz elf der britischen Singlecharts.
Die in den USA auf Elektra Records erschienene Version der CD-Single erhielt vier Remixe, die nicht anderweitig erschienen. Sie wurde der Exklusivität wegen nicht wie viele vorherige Singles erneut veröffentlicht.

## Samples
Das namensgebende, hochgepitchte Sample "Wind it up!" stammt von dem Track Latoya des New Yorker Rappers Just-Ice. Der übrige Text besteht hauptsächlich aus einem mehrfach wiederholten "Equal rights and justice in this time". 

## Musikvideo
Dieses Thema wird auch in dem Video zu Wind It Up aufgegriffen, in dem gegen Beginn der Anfang der Präambel zur Unabhängigkeitserklärung der Vereinigten Staaten eingeblendet wird ("We hold these truths to be self-evident, that all men are created equal"), später wird ein Obdachloser gezeigt. Ansonsten wechseln sich Szenen ab, die die Band bei Konzerten, an einem Strand etc. zeigen.

## Titelliste
Die Titellisten der unterschiedlichen Formate und Veröffentlichungen von Wind It Up:
| Nr.          | Titel                         | Länge |
| ------------ | ----------------------------- | ----- |
| 1.           | Wind It Up (The Rewound Edit) | 03:29 |
| 2.           | We Are the Ruffest            | 05:30 |
| Gesamtlänge: | Gesamtlänge:                  | 8:59  |

| Nr.          | Titel                               | Länge |
| ------------ | ----------------------------------- | ----- |
| 1.           | Wind It Up (Rewound Mix)            | 06:15 |
| 2.           | We Are the Ruffest                  | 05:30 |
| 3.           | Weather Experience (Top Buzz Remix) | 06:45 |
| Gesamtlänge: | Gesamtlänge:                        | 18:30 |

| Nr.          | Titel                               | Länge |
| ------------ | ----------------------------------- | ----- |
| 1.           | Wind It Up (Rewound Edit)           | 03:29 |
| 2.           | We Are the Ruffest                  | 05:30 |
| 3.           | Weather Experience (Top Buzz Remix) | 06:45 |
| 4.           | Wind It Up (Rewound Mix)            | 06:15 |
| Gesamtlänge: | Gesamtlänge:                        | 21:59 |

| Nr.          | Titel                               | Länge |
| ------------ | ----------------------------------- | ----- |
| 1.           | Wind It Up (Rewound Edit)           | 03:29 |
| 2.           | Wind It Up (Tightly Rewound)        | 06:03 |
| 3.           | Wind It Up (Forward Wind)           | 05:57 |
| 4.           | Wind It Up (Unwind)                 | 05:38 |
| 5.           | We Are the Ruffest                  | 05:30 |
| 6.           | Weather Experience (Top Buzz Remix) | 06:45 |
| 7.           | Wind It Up (Bonus Beats)            | 01:57 |
| Gesamtlänge: | Gesamtlänge:                        | 35:34 |

Die Songs 2, 3, 4 und 7 auf der Elektra CD-Single wurden remixed von Tony Garcia und Guido Osorio.